# Ángel Berlanga
Ángel Berlanga (Madrid, 24 de febrero de 1987) es un exfutbolista español que jugaba como defensa.

## Carrera
Debutó en 2005 en el Rayo Majadahonda, equipo donde jugó 5 años. En 2010 viajó a Oceanía, más específicamente a la Isla Norte de Nueva Zelanda, para jugar en el Auckland City. A principios de 2013 fue transferido al Sporting Clube de Goa de la I-League hindú, aunque a mediados de ese año regresó a Nueva Zelanda para volver a firmar con el Auckland.
El 16 de enero de 2023, anuncia su retirada como jugador tras militar durante 10 temporadas en el Auckland City neozelandés, logrando la Champions League de Oceanía en siete ocasiones, siendo el jugador que más veces ha vestido la camiseta del club neozelandés con 219 partidos y también sería el español que más partidos (9) ha jugado en el Mundial de Clubes (lo ha jugado en seis ocasiones).

### Clubes
| Club                        | País          | Año       |
| --------------------------- | ------------- | --------- |
| Rayo Majadahonda            | España        | 2005-2010 |
| Auckland City Football Club | Nueva Zelanda | 2010-2013 |
| Sporting Clube de Goa       | India         | 2013      |
| Auckland City Football Club | Nueva Zelanda | 2013-2023 |

## Palmarés
| Título            | Club          | País          | Año     |
| ----------------- | ------------- | ------------- | ------- |
| Liga de Campeones | Auckland City | Nueva Zelanda | 2010-11 |
| Charity Cup       | Auckland City | Nueva Zelanda | 2011    |
| Liga de Campeones | Auckland City | Nueva Zelanda | 2011-12 |
| Premiership       | Auckland City | Nueva Zelanda | 2013-14 |
| Liga de Campeones | Auckland City | Nueva Zelanda | 2014    |
| Premiership       | Auckland City | Nueva Zelanda | 2014-15 |
| Liga de Campeones | Auckland City | Nueva Zelanda | 2015    |
| Charity Cup       | Auckland City | Nueva Zelanda | 2015    |
| Liga de Campeones | Auckland City | Nueva Zelanda | 2016    |
| Charity Cup       | Auckland City | Nueva Zelanda | 2016    |
| Liga de Campeones | Auckland City | Nueva Zelanda | 2017    |
| Premiership       | Auckland City | Nueva Zelanda | 2017-18 |
| Charity Cup       | Auckland City | Nueva Zelanda | 2018    |